# Håkan Malmström
Håkan Malmström, född 16 juli 1977, är en svensk före detta fotbollsspelare. Han spelade vanligtvis som försvarare. 

## Karriär
2004 till 2007 spelade Malmström för IF Brommapojkarna (det sista året i allsvenskan), och han skrev på för norska Ham-Kam 2008. I januari 2010 skrev han på för Superettan-klubben IK Brage. 
I november 2011 meddelade division 4-klubben FC Andrea Doria att man gjort klart med Håkan Malmström.